# Shashalee Forbes
Sashalee Forbes (ur. 10 maja 1996) – jamajska lekkoatletka specjalizująca się w biegach sprinterskich.
Srebrna medalistka mistrzostw Ameryki Środkowej i Karaibów juniorów w sztafecie 4 × 100 metrów (2014). W tej samej konkurencji zdobyła w Eugene wicemistrzostwo świata juniorów (2014). W 2015 weszła w skład jamajskiej sztafety, która sięgnęła po srebro panamerykańskiego czempionatu juniorów. Złota i srebrna medalistka młodzieżowych mistrzostw NACAC w San Salvador (2016). W tym samym roku, dzięki występowi w eliminacjach sztafety 4 × 100 metrów, zdobyła srebrny medal podczas igrzysk olimpijskich w Rio de Janeiro. Rok później sięgnęła po złoto i srebro IAAF World Relays. W tym samym roku sięgnęła po brązowy medal mistrzostw świata w Londynie w biegu rozstawnym 4 × 100 metrów, natomiast dwa tygodnie później została mistrzynią uniwersjady z Tajpej w biegu na 100 metrów.

## Osiągnięcia
| Rok  | Impreza                                     | Miejsce        | Konkurencja        | Pozycja    | Wynik         |
| ---- | ------------------------------------------- | -------------- | ------------------ | ---------- | ------------- |
| 2014 | Mistrzostwa Ameryki Śr. i Karaibów juniorów | Morelia        | bieg na 100 m      | 4. miejsce | 11,76         |
| 2014 | Mistrzostwa Ameryki Śr. i Karaibów juniorów | Morelia        | sztafeta 4 × 100 m | 2. miejsce | 44,33         |
| 2014 | Mistrzostwa świata juniorów                 | Eugene         | sztafeta 4 × 100 m | 2. miejsce | 43,97         |
| 2015 | Mistrzostwa panamerykańskie juniorów        | Edmonton       | bieg na 100 m      | 7. miejsce | 11,73         |
| 2015 | Mistrzostwa panamerykańskie juniorów        | Edmonton       | sztafeta 4 × 100 m | 2. miejsce | 44,31         |
| 2016 | Młodzieżowe mistrzostwa NACAC               | San Salvador   | bieg na 100 m      | 1. miejsce | 11,51         |
| 2016 | Młodzieżowe mistrzostwa NACAC               | San Salvador   | sztafeta 4 × 100 m | 2. miejsce | 43,63         |
| 2016 | Igrzyska olimpijskie                        | Rio de Janeiro | sztafeta 4 × 100 m | 2. miejsce | 41,36 (elim.) |
| 2017 | IAAF World Relays                           | Nassau         | sztafeta 4 × 100 m | 2. miejsce | 42,95         |
| 2017 | IAAF World Relays                           | Nassau         | sztafeta 4 × 200 m | 1. miejsce | 1:29,04       |
| 2017 | Mistrzostwa świata                          | Londyn         | bieg na 200 m      | półfinał   | 23,09         |
| 2017 | Mistrzostwa świata                          | Londyn         | sztafeta 4 × 100 m | 3. miejsce | 42,19         |
| 2017 | Uniwersjada                                 | Tajpej         | bieg na 100 m      | 1. miejsce | 11,18         |
| 2018 | Igrzyska Wspólnoty Narodów                  | Gold Coast     | bieg na 100 m      | –          | DQ            |
| 2018 | Igrzyska Ameryki Środkowej i Karaibów       | Barranquilla   | bieg na 200 m      | 1. miejsce | 22,80         |
| 2019 | IAAF World Relays                           | Jokohama       | sztafeta 4 × 100 m | 2. miejsce | 43,29         |
| 2019 | Igrzyska panamerykańskie                    | Lima           | sztafeta 4 × 100 m | 5. miejsce | 43,74         |
| 2019 | Mistrzostwa świata                          | Doha           | bieg na 200 m      | półfinał   | 23,14         |
| 2023 | Mistrzostwa świata                          | Budapeszt      | bieg na 100 m      | półfinał   | 11,12         |
| 2023 | Mistrzostwa świata                          | Budapeszt      | sztafeta 4 × 100 m | 2. miejsce | 41,23         |
| 2024 | Halowe mistrzostwa świata                   | Glasgow        | bieg na 60 m       | półfinał   | 7,15          |
| 2024 | Igrzyska olimpijskie                        | Paryż          | bieg na 100 m      | półfinał   | 11,20         |
| 2024 | Igrzyska olimpijskie                        | Paryż          | sztafeta 4 × 100 m | 5. miejsce | 42,29         |

## Rekordy życiowe
- bieg na 100 metrów – 10,96 (2023)
- bieg na 200 metrów – 22,71 (2017)